# 강원특별자치도여성가족연구원
강원특별자치도여성가족연구원(江原道女性家族硏究院)은 지방자치법 제114조에 따라 여성·가족의 복지증진과 여성·가족 정책개발 및 보급·연구를 위해 설치된 강원특별자치도청 소속기관이다. 강원특별자치도 춘천시 외솔길 25에 위치하고 있다.

## 같이 보기
- 강원특별자치도청